# Foglia

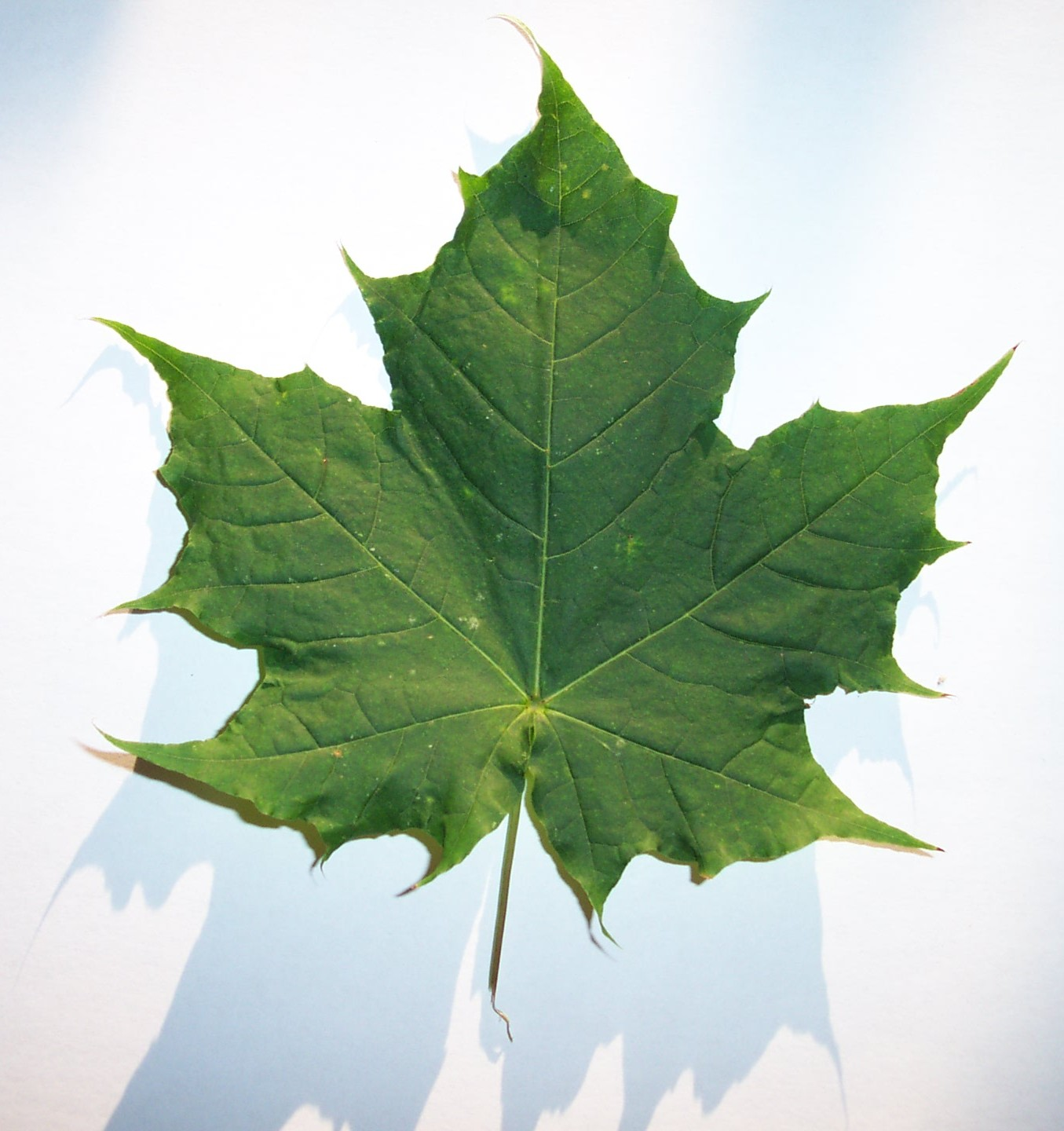
Una foglia di acero del Canada

Le foglie sono organi delle piante specializzati nell'attuazione della fotosintesi. 
Le foglie possono, in alcune piante, essere modificate per altri scopi (es. catafilli con funzione di protezione e accumulo, embriofilli con funzione riproduttiva). Strutture simili a foglie - e denominate fronde - si trovano nelle felci.

## Struttura

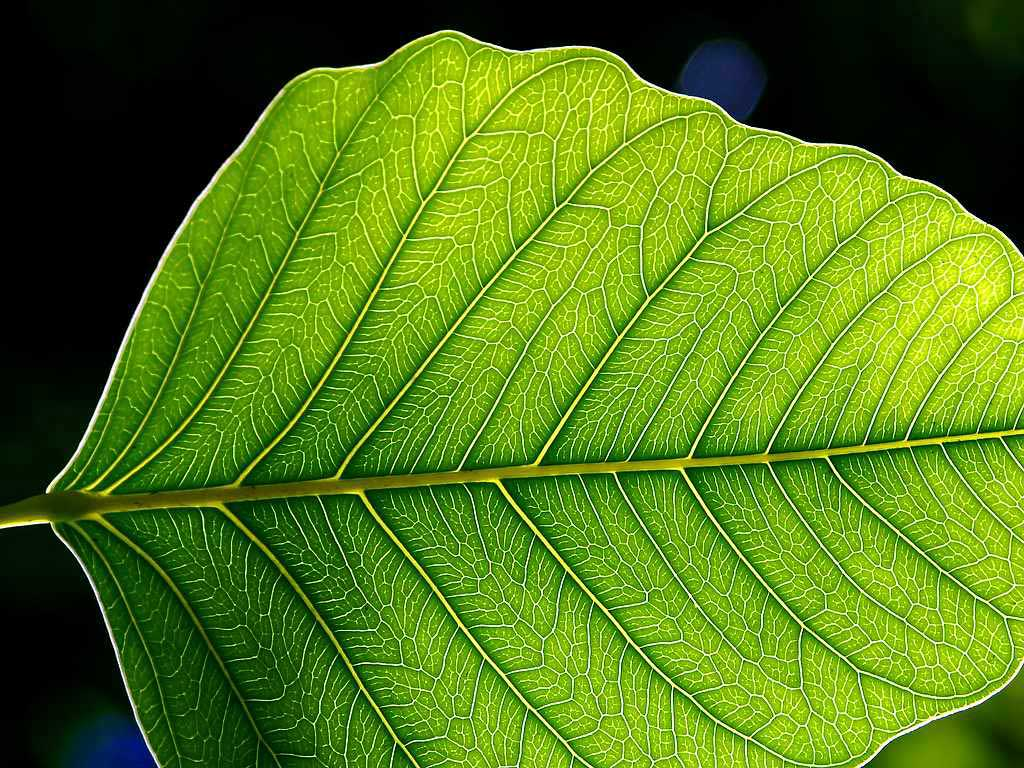
Struttura di una foglia

La struttura di una foglia, a livello macroscopico, consiste in quattro parti: 
- la guaina (struttura avvolgente a livello dell'inserzione sul fusto);
- le stipole (appendici talora presenti alla base della foglia; si distinguono dalle foglie per la mancanza delle gemme ascellari);
- il picciolo (il gambo della foglia);
- la lamina, detta anche lembo (la parte piatta della foglia, ha grandezza e forma molto variabili in relazione non solo alle diverse specie ma anche in uno stesso individuo, in relazione alle condizioni ambientali).

È raro che la foglia presenti tutte e quattro le parti descritte poc'anzi.
Le nervature sono il sistema conduttore della foglia.
Il punto in cui il picciolo è attaccato al fusto è denominato ascella della foglia. Non tutte le specie di piante producono foglie la cui struttura comprende tutte le parti sopra citate; in alcune specie il picciolo è assente (foglie sessili, ad esempio nel mais), in altre piante la lamina può essere molto ridotta. Nella pianta dei piselli la lamina è trasformata in un cirro, mentre la funzione fotosintetica è assolta dalle stipole. Nel sedano, il cosiddetto gambo è in realtà una grossa guaina carnosa.
Nelle piante attuali le foglie si formano in serie acropeta dalle bozze fogliari presenti nell'apice caulinare e derivanti dalla tunica. Nelle prime fasi di sviluppo tutte le cellule della bozza si dividono intensamente. Successivamente si distinguono una porzione basale che rallenta la serie di divisioni e una porzione apicale ancora attiva.
- Dalla zona basale deriva la guaina fogliare (non sempre presente);

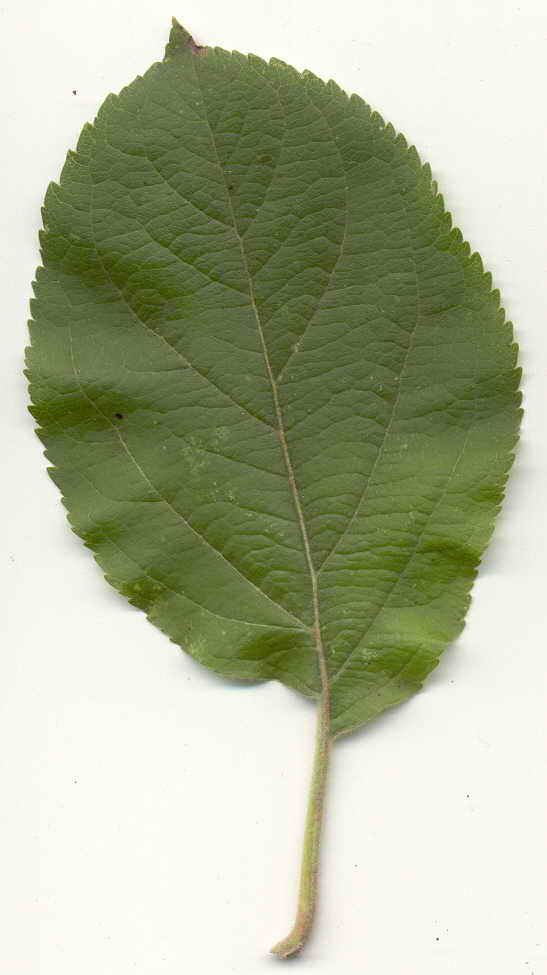
Foglia di melo

- Dalla zona di contatto fra parte basale ed apicale della bozza si originano le stipole (non sempre presenti)
- Dalla zona apicale si differenziano il picciolo e la lamina (la crescita della lamina in genere precede quella del picciolo).

## Anatomia
In base all'anatomia della lamina fogliare si possono distinguere:
- foglie bifacciali (dorso-ventrali): a portamento plagiotropo es. nella maggior parte delle Dicotiledoni. In questo caso si distingue una pagina superiore (adassiale) ed una inferiore (abassiale) diverse fra loro;
- foglie equifacciali (isolaterali): a portamento ortotropo es. nella maggior parte delle Monocotiledoni. In questo caso non si distinguono le due pagine, che hanno uguale struttura, es. Gramineae, narciso. 
  - foglia centrica (foglia aghiforme delle conifere) così definita per la posizione dei fasci cribrovascolari; è un caso del tipo precedente
- foglie unifacciali, che possiedono un'unica faccia visibile, questo perché la foglia piegandosi su sé stessa lungo il suo asse maggiore permette l'unione delle due estremità della faccia adassiale e così facendo mette in mostra solo la parte inferiore della lamina. Hanno un aspetto tubulare o assile, es. alcune monocotiledoni, come cipolla, iris, aloe.

Una foglia è considerata un organo della pianta, tipicamente è costituita dai seguenti tessuti:

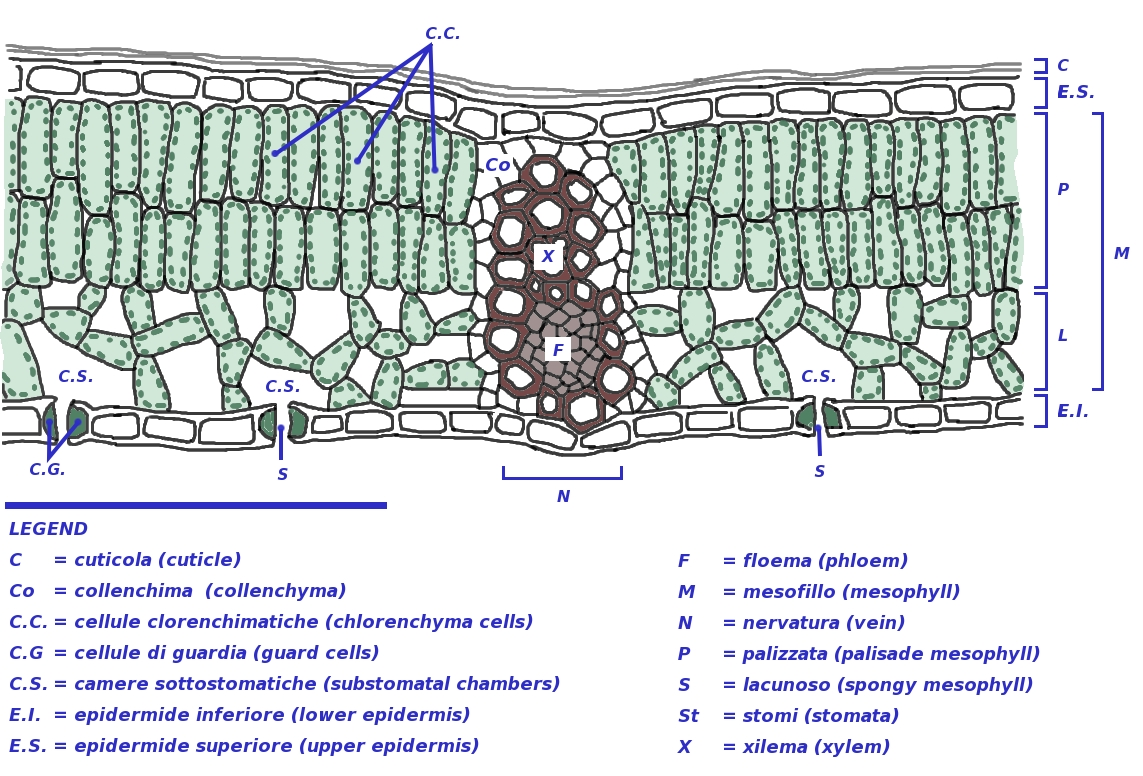
Struttura anatomica di una foglia bifacciale

1. un'epidermide che copre la superficie superiore ed inferiore. La parte superiore è spesso ricoperta dalla cuticola, una sostanza cerosa (cutina) che rende la foglia impermeabile.
2. un mesofillo, costituito da 2 parenchimi. Un parenchima a palizzata superiormente e uno lacunoso inferiormente. Quello a palizzata è ricco di cloroplasti mentre quello lacunoso, oltre a contenere cloroplasti, è caratterizzato da ampi spazi intercellulari.
3. una caratteristica disposizione delle nervature (i fasci cribro-vascolari). Lo xilema si trova superiormente e comprende i vasi per il rifornimento di acqua e sali provenienti dalle radici. Il floema. si trova inferiormente e comprende cellule allungate e modificate per formare dei tubi (detti cribrosi) che consentono il trasporto dei prodotti della fotosintesi fino ai siti di utilizzo o accumulo.
4. gli stomi che sono aperture microscopiche disposte su tutte le parti erbacee delle piante, in modo particolare sulle foglie; la loro funzione è di mantenere lo scambio gassoso con l'esterno, in particolare la fuoriuscita di vapore acqueo e l'entrata di ossigeno e di anidride carbonica.

Le foglie che presentano questa anatomia sono dette bifacciali o dorsoventrali (comuni tra le dicotiledoni). La faccia (o pagina) rivolta verso l'alto è detta superiore, o adassiale, o ventrale; quella rivolta verso il basso è detta inferiore, o abassiale, o dorsale. Se le due facce della lamina si equivalgono, si parla di foglie equifacciali (es. graminacee). Nella cipolla (liliaceae) la foglia assume un aspetto tubolare, quindi espone una sola faccia all'esterno, mentre l'altra resta interna e non esposta: foglia unifacciale. La foglia delle conifere ha la lamina molto sottile, benché consistente, e viene detta aghiforme.
Sulla base della disposizione degli stomi si avranno:
1. foglie ipostomatiche (se gli stomi sono nella faccia inferiore, nelle foglie bifacciali);
2. foglie epistomatiche (se gli stomi sono nella faccia superiore, nelle foglie bifacciali natanti delle piante acquatiche, come la ninfea);
3. foglie anfistomatiche (se gli stomi sono distribuiti su ogni faccia, nelle foglie equifacciali);
4. foglie astomatiche (se sono prive di stomi, ad esempio le foglie di piante sommerse).

## Morfologia
Le foglie possono essere distinte e classificate in base alla conformazione e struttura delle loro parti costituenti.

Tipologie di lamina (Forma), nervature e margine.

La clorofilla in autunno, prima della caduta delle foglie, scompare: così gli altri pigmenti diventano visibili.

### Base
- cordata: rientra nel 90°
- ottusa: base estesa per più di 90°
- acuta: base estesa per meno di 90°
- cuneata: base estesa per meno di 15 °
- reniforme: il picciolo si attacca al centro della foglia
- tronca: base piatta a circa 180 °
- asimmetrica: il punto di attacco sul picciolo è sfasato
- irregolare: base asimmetrica che si attacca nello stesso punto del picciolo

### Nervature
Le nervature sono vasi conduttori presenti nell'epidermide fogliare e permettono il passaggio di tutte le sostanze. A seconda della loro disposizione, le nervature si distinguono in:
- Pennate: Sono molto sparse per la foglia
- Parallele: Sono parallele fra loro
- Curve: Tendono a curvare verso la fine
- Ramificate: Sono molto ramificate e sparse per la foglie equamente.

### Margine
Le foglie possono essere classificate per il tipo di margine:
- intero, il margine non presenta incisioni
- ondulato o sinuoso, il margine presenta delle pronunciate ondulazioni
- dentato, il margine presenta sporgenze acute o seghettature dirette verso l'esterno della foglia
- doppiamente dentato, il margine presenta una dentatura principale sulla quale appare una dentatura più piccola(es. cannabis)
- dentato-spinoso, i denti si prolungano con lunghe punte
- seghettato, il margine presenta sporgenze acute rivolte verso l'apice della foglia
- crenato, le sporgenze sono simili a dentature ma con contorno arrotondato

Le foglie si distinguono inoltre per la profondità di incisione del margine:
- lobato, le incisioni sono poche e profonde, ma non raggiungono la metà della lamina
- fesso, le incisioni sono più profonde che in quello lobato e arrivano a metà tra la lamina e la nervatura mediana
- settato, le incisioni raggiungono la nervatura mediana
- roncinato, i lobi sono ricurvi all'indietro verso la base della foglia

### Lamina
La lamina è la parte "estesa" (cioè piatta) della foglia. 
- ellittica: apice e base tonda con larghezza massima al centro.
- ovata: larghezza massima nella terza parte inferiore
- obovata: larghezza massima nella terza parte superiore
- lanceolata: lamina molto lunga e stretta
- romboidale: a forma di rombo
- cuoriforme: lamina rotonda a forma di cuore
- pennato composta: foglia composta da varie foglioline
- pennato lobata: foglia con lobi penninervia
- palmato lobata: foglia palmata con lobi

### Picciolo
- peduncolata: con picciolo
- sessile: non c'è picciolo
- schiacciato: appiattito
- con stipole: con foglioline alla base
- con guaina: la guaina avvolge il ramo
- amplessicaule: la guaina ricopre interamente il ramo

### Colore
- colore: colore uguale sulle due pagine
- colore: diverso colore sulle due pagine

### Peli
- glabri: senza peli
- pubescenti: peli piccoli
- tomentosi: peli abbondanti

### Superficie
- coriacee: dure e spesse
- tomentose: vellutate
- scabre: superficie ruvida

## Evoluzione della foglia
Dal punto di vista evolutivo, le foglie si sono differenziate più tardi rispetto al fusto. Le più antiche piante a cormo vissute circa 380 milioni di anni fa (Psilopsida), di cui rimangono solo resti fossili, erano prive di radici ed avevano un fusto ramificato dicotomicamente senza foglie.
Secondo Zimmermann (1956) le prime piante terrestri sarebbero state formate solo da un fusto poco ramificato e da una parte immersa nel suolo riconducibile ad una radice. Questa teoria parte dall'osservazione di un macrofossile del Devoniano (400 milioni di anni fa), appartenente al genere Rhynia. Il fusto inizialmente avrebbe dato origine a ramificazioni tutte eguali, di tipo dicotomico.
La porzione di fusto al di sopra dell'ultima ramificazione si definisce teloma. Anche le foglie sarebbero derivate dalla modificazione delle ramificazioni dicotomiche.
La formazione delle foglie sarebbe avvenuta per tappe secondo il seguente schema:
1) uno dei telomi si sviluppa più degli altri assumendo l'aspetto di un ramo mentre il secondo rimane ridotto,
2) i telomi piccoli, disposti su più piani, si appiattiscono disponendosi su un unico piano,
3) ciascun teloma si appiattisce e si fonde con gli altri disposti sullo stesso piano grazie alla neoformazione di porzioni laminari di tessuto.
Se un teloma rimane isolato si ha un microfillo (es. aghi di gimnosperme)
Se più telomi si fondono si ha un macrofillo (es. foglie di poche gimnosperme e di tutte le angiosperme). Un'ulteriore evoluzione di questa struttura comporta l'anastomosi fra i fasci cribro-vascolari appartenenti ai diversi telomi.

## Distribuzione sul fusto (fillotassi)

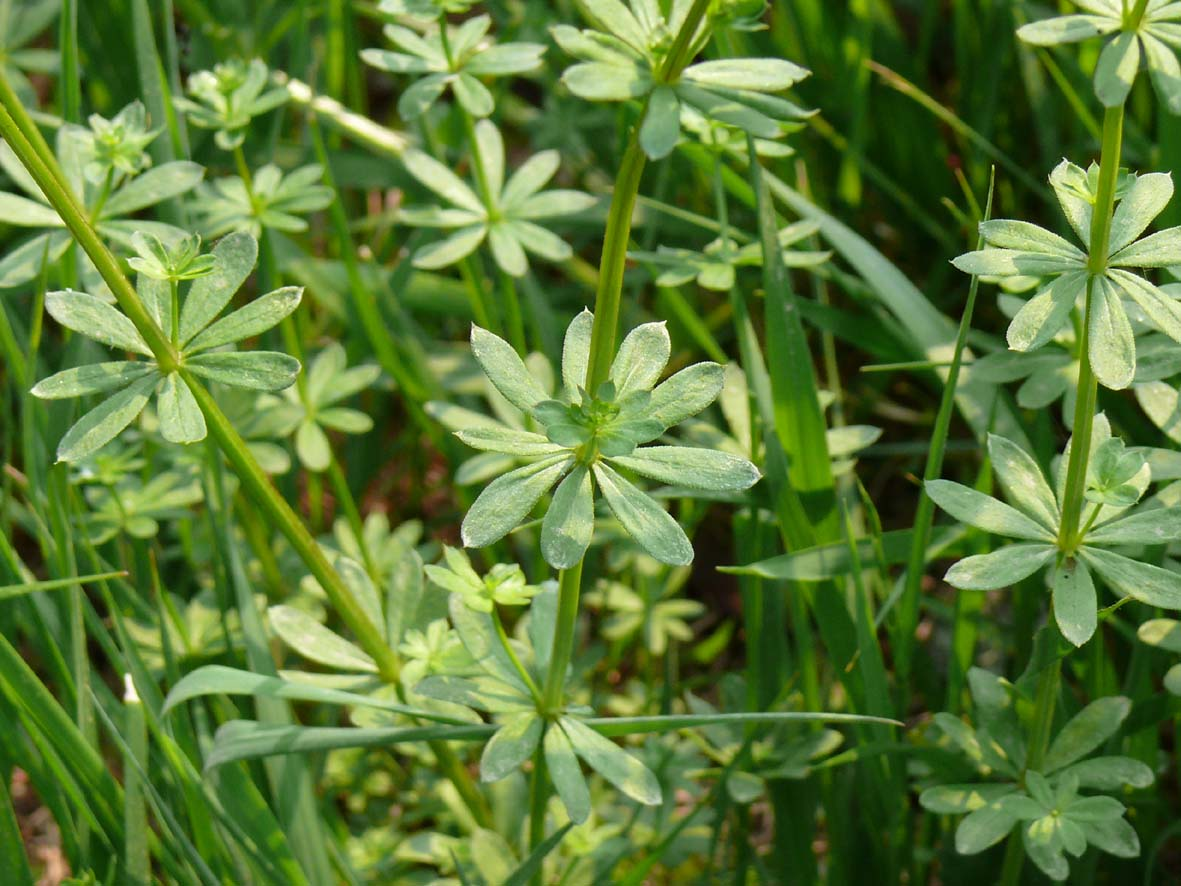
Foglie a fillotassi verticillata

Le foglie possono essere classificate per come si posizionano lungo il fusto di una pianta. La distribuzione è usualmente caratteristica di una specie. Le foglie possono essere:
- opposte, 2 foglie portate in un singolo nodo in posizione contrapposta.
  - opposte decussate, foglie opposte dove ciascuna coppia è ruotata di 90 gradi rispetto alla precedente.
- alternate o alterne, foglie disposte una per nodo e orientate alternativamente da una parte e dall'altra.
- verticillate, tre o più foglie che si inseriscono sul fusto in corrispondenza di un singolo nodo.
- a rosetta o radicali, foglie che crescono alla base del fusto a formare la cosiddetta rosetta.